# Hans Hildenbrand
Hans Hildenbrand (4. března 1870, Bad Boll – 2. ledna 1957, Stuttgart) byl německý fotograf, který během první světové války pořizoval barevné fotografie. Za jeho francouzský protějšek je považován Jules Gervais-Courtellemont. Hildenbrand po válce působil jako fotograf pro National Geographic.